# Princesa britânica
Princesa do Reino Unido da Grã-Bretanha e Irlanda do Norte (Princess of the United Kingdom of Great Britain and Northern Ireland, em inglês) é um título real historicamente concedido às descendentes femininas diretas ou indiretas de antigos ou incumbentes monarcas britânicos. O título é concedido inteiramente por vontade do Soberano britânico reinante, na condição de fons honorum, segundo publicação em carta-patente. Aquelas agraciadas com o título de Princesa britânica geralmente são referidas como Sua Alteza Real (Her Royal Highness).
Em 18 de abril de 1917, a mais nova neta de Guilherme II, Imperador Alemão foi criada Princesa britânica por nascimento apesar do estado de guerra entre as duas nações no decorrer da Primeira Guerra Mundial. Anterior ao conflito, as princesas britânicas também poderiam eventualmente ostentar títulos nobiliárquicos germânicos em virtude da ascendência da Casa de Hanôver através de Jorge II. Através da descendência pelo Príncipe Alberto de Saxe-Coburgo-Gota - consorte real da Rainha Vitória - as princesas britânicas também ostentaram alternativamente os títulos de Princesa de Saxe-Coburgo-Gota e Duquesa da Saxônia.
Em 30 de novembro de 1917, Jorge V restringiu via carta-patente a titulação automática como "Princesa" e o tratamento de "Alteza Real" aos seguintes membros femininos da Família real britânica:
- filhas legítimas do Soberano britânico;
- netas legítimas por linhagem masculina do Soberano britânico;
- cônjuge de um Príncipe britânico.

Em 31 de dezembro de 2012, Isabel II emitiu uma carta-patente permitindo que todos os descendentes do primogênito do Príncipe de Gales desfrutassem do título de "Príncipe" e do tratamento de "Alteza Real", ao invés de apenas o filho mais velho.

## História

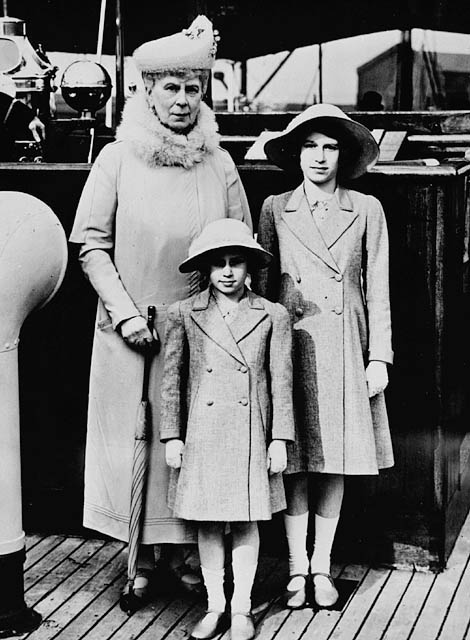
Rainha Consorte Maria de Teck com suas netas Princesa Isabel e Princesa Margarida, em 1939.

O uso dos títulos Príncipe e Princesa e os tratamentos de Alteza e Alteza Real para membros da família real britânica são de aplicação relativamente recente nas Ilhas Britânicas. Antes de 1714, não havia prática estabelecida em relação ao uso dos títulos príncipe e princesa além do herdeiro aparente e sua cônjuge. De 1301 em diante, os filhos mais velhos dos reis da Inglaterra (e mais tarde da Grã-Bretanha e do Reino Unido) foram geralmente nomeados Príncipe de Gales e Conde de Chester enquanto suas esposas recebiam o título de Princesa de Gales.
O título de Princesa Real foi estabelecido em 1642 quando a Rainha-consorte Henriqueta Maria, esposa de Carlos I, desejou um título equivalente aos das filhas mais velhas dos monarcas franceses (Madame Real). No entanto, não havia prática estabelecida sobre o uso do título de princesa para as filhas mais novas do Soberano ou suas descendentes por linhagem masculina. Por exemplo, ainda no reinado de Carlos II, as filhas de seu irmão Jaime, Duque de Iorque - ambas as quais tornaram-se eventualmente monarcas em direito próprio - eram tratadas simplesmente como "Senhorita Maria" e "Senhorita Ana". A futura Ana I foi tratada por "Princesa Ana" em seu contrato de casamento com o Príncipe Jorge da Dinamarca e "Princesa Ana da Dinamarca" após o casamento. No entanto, no exílio em Saint-Germain-en-Laye, o deposto Jaime II concedeu o título de Princesa Real à sua filha mais nova, Luísa Maria (1692–1712).
Após a ascensão de Jorge Luís de Hanôver como Rei Jorge I, os títulos principescos foram adaptados de acordo com a tradição germânica. Os filhos, netos e bisnetos por linhagem masculina do Soberano britânico passaram a ser automaticamente intitulados "Príncipe (ou Princesa) da Grã-Bretanha e Irlanda" e tratados por "Alteza Real" (no caso de filhos e netos) ou "Alteza" (no caso de bisnetos por linhagem masculina). A Rainha Vitória confirmou esta prática em carta-patente datada de 30 de janeiro de 1864 (o primeiro Ato de Prerrogativa tratando do título principesco em termos gerais).
Em 31 de dezembro de 2012, Isabel II emitiu carta-patente permitindo que todos os filhos do primogênito do Príncipe de Gales desfrutassem do título principesco e do tratamento de "Alteza Real".

## Tratamento de princesas britânicas

Coroa de herdeira aparente.
Coroa de filha do Soberano.
Coroa de filha do herdeiro aparente.
Coroa de neta do Soberano.

### Princesas de sangue real
- Filha do Soberano: Sua Alteza Real, a Princesa (nome). O título Princesa Real e o subsequente tratamento Sua Alteza Real, a Princesa Real são tradicionalmente concedidos pelo Soberano à sua filha mais velha.[10]
- Neta do Soberano: Sua Alteza Real, a Princesa (nome) de (local), sendo local a designação territorial do título sênior de seu pai. Este é o caso de Sua Alteza Real, a Princesa Alexandra de Kent, em que Kent é referente ao Ducado de Kent detido por seu pai à época de seu nascimento.
- Filha do primogênito do Príncipe de Gales: Sua Alteza Real, a Princesa (nome) de (local). Mais recentemente, este foi o caso de Sua Alteza Real, a Princesa Carlota de Cambridge.

Após o casamento, uma princesa britânica tradicionalmente assume o título do esposo. Caso tal título seja superior ou equivalente ao que ela possui por nascença, a princesa normalmente será referida através do seu equivalente feminino do título de seu cônjuge. Se o cônjuge possuir um título ou tratamento inferior, a princesa mantém seu título de nascença ou pode combiná-lo ao seu título por casamento, como por exemplo: Sua Alteza Real, a Princesa Luísa, Duquesa de Argyll ou Sua Alteza Real, a Princesa Alice, Condessa de Athlone   – se essa princesa tiver uma designação territorial, ela pode interromper seu uso. Tornou-se habitual, no entanto, para uma princesa que recebeu o título de Sua Alteza Real, a Princesa Real não combiná-lo com seu título de casamento. Sendo assim, a Princesa Ana permanece como Sua Alteza Real, a Princesa Real ao invés de Sua Alteza Real, a Princesa Real e Senhora Laurence.

### Princesas por casamento
Uma princesa britânica por casamento é tratada como Princesa (nome do esposo), sendo equivalente ao costume de nomear uma mulher como "Senhora John Smith". A única exceção histórica a esta regra da realeza britânica se deu por total consentimento do Soberano no caso de Princesa Alice, Duquesa de Gloucester e Princesa Marina, Duquesa de Kent. A primeira não era princesa por nascimento e a segunda nasceu como Princesa da Grécia e da Dinamarca e ambas requisitaram à Rainha Isabel II (sua sobrinha) a utilização do nome após as respectivas mortes de seus esposos.
- Esposa de um Príncipe que possui anterior título de nobreza: Sua Alteza Real, a Duquesa/Condessa de (local).
- Esposa divorciada de um Príncipe possui anterior título de nobreza: (nome), Duquesa/Condessa de (local). Este é o caso de Sara, Duquesa de Iorque que ainda ostenta o título nobiliárquico derivado de seu antigo cônjuge - André, Duque de Iorque - mas não recebe o tratamento de Sua Alteza.[15][16]
- Esposa de um filho de um Soberano que não possui anterior título de nobreza: Sua Alteza Real, a Princesa (nome do esposo).
- Esposa de outro Príncipe que não possui anterior título de nobreza: Sua Alteza Real, a Princesa (nome do esposo) de (local). Este é o caso de Sua Alteza Real, a Princesa Miguel de Kent.

## Lista de Princesas britânicas

### Princesas britânicas(1714-presente)
| Princesa | Princesa                | Nascimento                                                 | Relação com o monarca | Direito    | Títulos |
| -------- | ----------------------- | ---------------------------------------------------------- | --------------------- | ---------- | --- |
|          | Sofia Doroteia          | 16 de março de 1687 Hanôver                                | Sobrinha-neta         | Nascimento | |
|          | Ana                     | 2 de novembro de 1709 Hanôver                              | Neta                  | Nascimento | Princesa Real (1727-1759) |
|          | Amélia Sofia Leonor     | 10 de junho de 1711 Hanôver                                | Neta                  | Nascimento | |
|          | Carolina Isabel         | 10 de junho de 1713 Hanôver                                | Neta                  | Nascimento | |
|          | Maria                   | 5 de março de 1723 · Londres, Inglaterra                   | Neta                  | Nascimento | |
|          | Luísa                   | 18 de dezembro de 1724 · Londres, Inglaterra               | Neta                  | Nascimento | Rainha da Dinamarca e Noruega (1746-1751)                                                                                        |
|          | Augusta Frederica       | 31 de julho de 1737]] · Londres, Inglaterra                | Neta                  | Nascimento | Duquesa de Brunsvique (1780-1806)                                                                                                |
|          | Isabel Carolina         | 10 de janeiro de 1741 · Londres, Inglaterra                | Neta                  | Nascimento | |
|          | Alexandrina Vitória     | 24 de maio de 1819 · Palácio de Kensington, Inglaterra     | Sobrinha              | Nascimento | |
|          | Vitória Adelaide        | 21 de novembro de 1840 · Palácio de Buckingham, Inglaterra | Filha                 | Nascimento | Princesa Real (1841-1901) |
|          | Alice Mafalda Maria     | 25 de abril de 1843 · Palácio de Buckingham, Inglaterra    | Filha                 | Nascimento | Grã-Duquesa de Hesse (1877-1878)                                                                                                 |
|          | Helena Augusta          | 25 de maio de 1846 · Palácio de Buckingham, Inglaterra     | Filha                 | Nascimento | |
|          | Frederica Sofia         | 9 de janeiro de 1848 Hanôver                               | Sobrinha              | Nascimento | |
|          | Luísa Carolina Alberta  | 18 de março de 1848 · Palácio de Buckingham, Inglaterra    | Filha                 | Nascimento | Duquesa de Argyll (1848-1939) |
|          | Maria Ernestina         | 2 de dezembro de 1849 Hanôver                              | Prima                 | Nascimento | |
|          | Beatriz Maria Vitória   | 14 de abril de 1857 · Palácio de Buckingham, Inglaterra    | Filha                 | Nascimento | Princesa de Battenberg (1885-1917)                                                                                               |
|          | Vitória Alexandra Alice | 25 de abril de 1897 · Sandringham House, Inglaterra        | Neta                  | Nascimento | Condessa de Harewood (1922-1965) Princesa Real (1932-1965)                                                                       |
|          | Vitória Maria Augusta   | 26 de maio de 1867 · Palácio de Kensington, Inglaterra     | Nora                  | Casamento  | Duquesa de Iorque (1893-1901) Duquesa da Cornualha e Iorque (1901) Princesa de Gales (1901-1910) Duquesa de Rothesay (1901-1910) |
|          | Isabel Ângela Margarida | 4 de agosto de 1900 · Londres, Inglaterra                  | Nora                  | Casamento  | Duquesa de Iorque (1923-1936) |
|          | Isabel Alexandra Maria  | 21 de abril de 1926 · Londres, Inglaterra                  | Neta                  | Nascimento | Princesa de Iorque (1926-1952) Duquesa de Edimburgo (1947-1952)                                                                  |
|          | Margarida Rosa          | 21 de agosto de 1930 · Castelo de Glamis, Escócia          | Neta                  | Nascimento | Princesa de Iorque (1930-1961) Condessa de Snowdon (1961-2002)                                                                   |
|          | Diana Francisca         | 1 de julho de 1961 · Sandringham, Inglaterra               | Nora                  | Casamento  | Princesa de Gales (1981-1997) |
|          | Sara Margarida          | 15 de outubro de 1959 · Londres, Inglaterra                | Nora                  | Casamento  | Duquesa de Iorque (1986-1996) |
|          | Camila Rosamaria        | 17 de julho de 1947 · King's College Hospital, Inglaterra  | Nora                  | Casamento  | Princesa de Gales (2005-2022) Duquesa da Cornualha (2005-2022) Duquesa de Rothesay (2005-2022) Duquesa de Edimburgo (2021-2022)  |

### Princesas britânicas atuais
Os membros atuais da Família real britânica que portam o título de Princesa são:
| Princesa | Princesa               | Nascimento                                            | Relação com o monarca | Direito                                      | Títulos |
| -------- | ---------------------- | ----------------------------------------------------- | --------------------- | -------------------------------------------- | --- |
|          | Catarina Lúcia         | 22 de fevereiro de 1933 · North Yorkshire, Inglaterra | Prima                 | Casamento                                    | Duquesa de Kent (1961-)                                                                                         |
|          | Alexandra Helena       | 25 de dezembro de 1936 · Londres, Inglaterra          | Prima                 | Nascimento                                   | Lady Ogilvy (1988-)                                                                                             |
|          | Brigite Eva            | 20 de junho de 1946 · Odense, Dinamarca               | Prima                 | Casamento                                    | Duquesa de Gloucester (1974-)                                                                                   |
|          | Maria Cristina Ana     | 15 de janeiro de 1945 · Karlovy Vary, Chéquia         | Prima                 | Casamento                                    | Princesa de Kent (1978-)                                                                                        |
|          | Ana Isabel Alice       | 15 de agosto de 1950 · Clarence House, Inglaterra     | Irmã                  | Nascimento                                   | Princesa Real (1987-)                                                                                           |
|          | Sofia Helena           | 20 de janeiro de 1965 · Oxford, Inglaterra            | Cunhada               | Casamento                                    | Condessa de Wessex (1999-)                                                                                      |
|          | Catarina Isabel        | 9 de janeiro de 1982 · Berkshire, Inglaterra          | Nora                  | Casamento                                    | Duquesa de Cambridge (2011-) Princesa de Gales (2022-) Duquesa da Cornualha (2022-) Duquesa de Rothesay (2022-) |
|          | Raquel Meghan          | 4 de agosto de 1981 · Los Angeles, Estados Unidos     | Nora                  | Casamento                                    | Duquesa de Sussex (2018-)                                                                                       |
|          | Beatriz Isabel Maria   | 8 de agosto de 1988 · Londres, Inglaterra             | Sobrinha              | Nascimento                                   | Princesa de Iorque (1988-2020)                                                                                  |
|          | Eugénia Vitória Helena | 23 de março de 1990 · Londres, Inglaterra             | Sobrinha              | Nascimento                                   | Princesa de Iorque (1990-2018)                                                                                  |
|          | Luísa Alice Isabel     | 8 de novembro de 2003 · Surrey, Inglaterra            | Sobrinha              | Nascimento                                   | |
|          | Carlota Isabel Diana   | 2 de maio de 2015 · Londres, Inglaterra               | Neta                  | Nascimento                                   | |
|          | Lilibet Diana          | 4 de junho de 2021 · Santa Bárbara, Estados Unidos    | Neta                  | Deste a ascensão de seu avô como Charles III | |

Genealogia de atuais Princesas britânicas
- Jorge V (1865-1936)
  -  Jorge VI (1895-1952)
    -  Isabel II (1926-2022)
      -  Carlos III (1948-)
        - Guilherme, Príncipe de Gales (1982-)
          -  Carlota de Gales (2015)

        - Henrique, Duque de Sussex (1984-)
          -  Lilibet de Sussex (2021-)

      -  Ana, Princesa Real (1950-)
      - André, Duque de Iorque (1960-)
        -  Beatriz, Sra. Mappeli Mozzi (1988-)
        -  Eugénia, Sra. Jack Brooksbank (1990-)

      - Eduardo, Duque de Edimburgo (1964-)
        -  Lady Luísa Windsor (2003-)

  - Jorge, Duque de Kent (1902-1942)
    -  Alexandra de Kent, a Honorável Lady Ogilvy (1936-)